# Union der deutschen Akademien der Wissenschaften
Union der deutschen Akademien der Wissenschaften, în română Uniunea Academiilor Germane de Științe, reunește cele opt mai importante academii germane de științe:
- Bayerische Akademie der Wissenschaften, cu sediu în München;
- Berlin-Brandenburgische Akademie der Wissenschaften, cu sedii în Berlin și Potsdam;
- Akademie der Wissenschaften zu Göttingen;
- Heidelberger Akademie der Wissenschaften;
- Akademie der Wissenschaften und der Literatur din Mainz;
- Nordrhein-Westfälische Akademie der Wissenschaften und der Künste, cu sediu în Düsseldorf;
- Sächsische Akademie der Wissenschaften, cu sediu în Leipzig;
- Akademie der Wissenschaften in Hamburg.

Deutsche Akademie der Naturforscher Leopoldina – Nationale Akademie der Wissenschaften nu este membru, însă există o strânsă colaborare cu celelalte academii.